# George S. Nixon

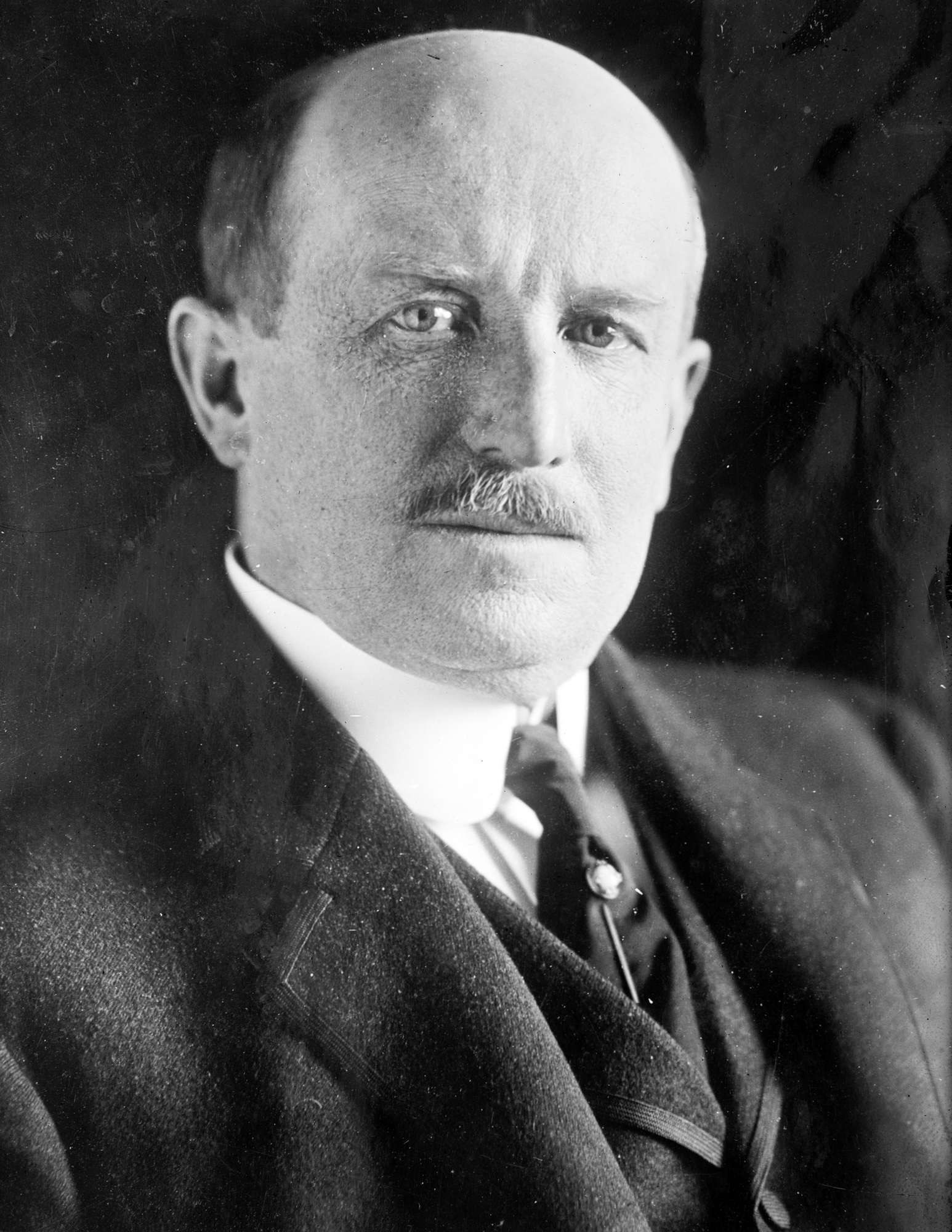
George S. Nixon

George Stuart Nixon, född 2 april 1860 i Placer County, Kalifornien, död 5 juni 1912 i Washington, D.C., var en amerikansk republikansk politiker. Han representerade delstaten Nevada i USA:s senat från 1905 fram till sin död.
Nixon arbetade på ett järnvägsbolag och studerade telegrafi. Han flyttade 1881 till Nevada. Han var verksam inom gruvdriften, banksektorn och jordbruket. Han lät dessutom bygga ett operahus i Reno.
Nixon efterträdde 1905 William M. Stewart som senator för Nevada. Han avled 1912 i ämbetet och gravsattes på Masonic Cemetery i Reno.